# The Ocean Cleanup
The Ocean Cleanup es una fundación que desarrolla tecnología para extraer residuos plásticos y evitar que sigan entrando en las aguas del océano. Boyan Slat fundó la organización en 2013. Slat es un holandés, inventor, emprendedor, de origen croata, CEO de su organización y que, desde su origen, ha recibido donaciones por cerca de 31,5 millones de dólares de patrocinios como los de Marc Benioff, director ejecutivo de Salesforce.com; del filántropo Peter Thiel, de la fundación Julius Baer y de la compañía Royal DSM. The Ocean Cleanup también recaudó cerca de 2 millones de dólares con la ayuda de una campaña de micro mecenazgo en 2014. La sede de la fundación se encuentra en Delft, Países Bajos.

## Proyectos destacados

### La mega expedición
Mediante una serie de expediciones oceánicas, The Ocean Cleanup está explorando la masa total de residuos de plástico y su distribución por los mares. Al tiempo que también estudian tecnología, equipamiento y métodos de reciclaje que sean viables desde un punto de vista técnico y económico. En agosto de 2015, se llevó a cabo la conocida Mega Expedición en la que una flota de 30 embarcaciones cruzaron la isla de basura del Pacífico. Durante la expedición se emplearon mantas de arrastre para medir la concentración, la distribución y el radio de alcance de los residuos. Los investigadores a bordo del buque R/V Ocean Starr reportaron haber visto en el giro del Pacífico mucha más basura de la que esperaban.  De acuerdo con la página web de The Ocean Cleanup, esta expedición fue el preliminar de una limpieza a gran escala en la isla de basura del Pacífico que se pretende comenzar en 2020.

### Expedición aérea
En otoño de 2016, The Ocean Cleanup llevó a cabo una serie de vuelos de reconocimiento sobre la isla de basura del Pacífico. A esta expedición se le llamó la Expedición Aérea y fue el primer sondeo aéreo llevado a cabo de una isla de basura del océano. El objetivo de la expedición era cuantificar la mayor cantidad de basura posible que hay en el océano sin tener en cuenta los aparejos de pesca o redes fantasma Los datos recopilados junto con los datos de expediciones previas, ayudan a crear una cartografía de la contaminación por plásticos en el Pacífico. Se espera que se publiquen los resultados para 2017.
The Ocean Cleanup empleó una combinación de sensores y observadores humanos para cuantificar la cantidad de residuos. Se empleó un avión Hércules C-130 que voló despacio y a baja altitud para que los investigadores pudieran trabajar con CZMIL, sistema que emplea LiDAR para crear imágenes tridimensionales de las redes fantasma, y con el sistema de imagen hiper espectral SWIR, que emplea una cámara de infrarrojos que detectar residuos en el océano. Con ambos sistemas se pretendía documentar la contaminación por plásticos. Boyan Slat manifestó que la tripulación vio más residuos de lo que esperaban.

### Programa piloto
En una serie de pruebas, sucesivos modelos de implementación a escala creciente se instalarán en localizaciones cada vez más desafiantes. Según Slat, The Ocean Cleanup llevó a cabo en 2015 una serie de pruebas en un entorno controlado. Durante el verano de 2016, un segmento de 100 metros se sometió a prueba en el Mar del Norte, cerca de la costa de los Países Bajos.  Tras dos meses, se paralizó la prueba por un fallo en los grilletes que conectan la botavara con el sistema de amarre.
El 11 de mayo, The Ocean Cleanup anunció que para 2017, darían el siguiente paso y probarían en el Pacífico su sistema a la deriva. Tras las reiteradas mejoras en el diseño, The Ocean Cleanup espera poder lanzar el primer sistema de limpieza a mediados de 2018. Para el año 2020, esperan alcanzar la implantación completa en la isla de basura agregando de forma gradual más y más sistemas.

### Aplicación móvil de sondeo
En el segundo semetre de 2015, The Ocean Cleanup lanzó una aplicación para iOS y Android, Visual Survey, que permite a cualquier persona a bordo de un barco en el océano aportar datos. El objetivo de esta aplicación es proporcionar a los científicos toda la información posible sobre el tipo, la cantidad y ubicación de los residuos sólidos. La aplicación abre una ventana de observación de 30 minutos durante los cuales se localiza la basura que se ve. Esta aplicación reemplaza al papel y además de poder compartir la información con otros ciéntíficos, sirve de apoyo a The Ocean Cleanup a la hora de tomar decisiones.

## Críticas
En la comunidad científica han surgido alguna críticas y dudas acerca de la viabilidad, eficacia y rentabilidad del proyecto The Ocean Cleanup.
- El instituto 5Gyres defiende que The Ocean Cleanup debería estudiar alternativas como por ejemplo que los pescadores recogieran parte de los residuos.  Boyan Slat responde que emplear métodos convencionales como navíos y redes, no sería eficaz en términos de tiempo y costes. Junto con especialistas ajenos al proyecto, The Ocean Cleanup estudia las consecuencias medioambientales que su tecnología pudiera causar para asesorar y minimizar cualquier impacto negativo.
- Marcus Eriksen dijo en 2014, que el 92% de los residuos sólidos de plásticos son incluso menores que los microplásticos y que, por tanto, no pueden ser recogidos por los sistemas de The Ocean Cleanup. Aun así, en el mismo estudio se demuestra que la mayor parte del plástico se encuentra de todos los tamaños. Recoger la mayor cantidad de plástico antes de que se desintegre es uno de los objetivos de The Ocean Cleanup.
- Los investigadores han encontrado microplásticos y fibras sintéticas congeladas en núcleos helados, residuos abundantes en el lecho marino y en muchas playas alrededor del planeta. Por el camino, pasa por los cuerpos de miles de millones de organismos.
- El instituto 5 Gyres plantea llevar los sistemas aguas arriba para capturar más cantidad de plástico antes de que se degrade e impacte a la vida marina. Boyan Slat considera que limpiar los giros no es la solución definitiva para solucionar la contaminación por los plásticos, cree que frenar el uso de ellos es completamente necesario. Pero, Boyan Slat considera que una cosa no quita la otra. Con la limpieza de los residuos que van a la deriva en los giros, The Ocean Cleanup quiere prevenir que se descompongan en microplasticos dañinos.
- Mark Noak cree que disuadir el consumo de plástico sería más efectivo a largo plazo y que la estrategia de The Ocean Cleanup, en lugar de solucionar el problema, favorece los hábitos de consumo dañinos para el medio ambiente. Boyan Slat defiende que el proyecto de limpieza tiene el potencial de hacer el problema visible y ayudará a que la gente tome conciencia. Puede además motivar el desarrollo de otras tecnologías derivadas de este proyecto.

## Premios y reconocimiento
The Ocean Cleanup y su fundador y CEO Boyan Slat han ganado numerosas distinciones. El Programa de Naciones Unidas para el Medio Ambiente concedió a Slat el premio Campeones de la Tierra en 2014, además de ser reconocido por Intel EYE50 como uno de los 20 jóvenes emprendedores más prometedores de todo el mundo. En 2015, el rey Harald V de Noruega, concedió a Slat el premio de jóvenes emprendedores de la industria marítima y la plataforma de The Ocean Cleanup fue nombrada como el diseño del año por el Museo del Diseño londinense. También en 2015, el sistema The Ocean Cleanup ganó el Premio INDEX El departamento de Política Internacional reconoció a Slat como uno de los 100 pensadores mundiales de 2015. En 2016, The Ocean Cleanup ganó el premio Katerva, también conocido como el "premio a la sostenibilidad". 
- Datos: Q56324070